# Once Upon a Time in the West (soundtrack)
De muziek voor de film Once Upon a Time in the West (Italiaans: C'era una volta il West) werd gecomponeerd door de Italiaan Ennio Morricone. De muziek werd gebruikt voor de spaghettiwestern Once Upon a Time in the West uit 1968 van regisseur Sergio Leone. Van de filmscore werden wereldwijd tussen de 5 en 10 miljoen exemplaren verkocht.

## Nummers
Alle muziek en teksten zijn geschreven door Ennio Morricone. 
| 1.                 | Once Upon a Time in the West | 3:46 |
| 2.                 | As a Judgement               | 3:08 |
| 3.                 | Farewell to Cheyenne         | 2:40 |
| 4.                 | The Transgression            | 4:43 |
| 5.                 | The First Tavern             | 1:41 |
| 6.                 | The Second Tavern            | 1:34 |
| 7.                 | Man with a Harmonica         | 3:31 |
| 8.                 | A Dimly Lit Room             | 5:09 |
| 9.                 | Bad Orchestra                | 2:25 |
| 10.                | The Man                      | 1:03 |
| 11.                | Jill's America               | 2:48 |
| 12.                | Death Rattle                 | 1:45 |
| 13.                | Finale                       | 4:13 |
| Totale duur: 38:23 |                              |      |

## Hitnoteringen

### NPO Klassiek Filmmuziek Top 200
| Once Upon a Time in the West in de NPO Klassiek Filmmuziek Top 200 | Once Upon a Time in the West in de NPO Klassiek Filmmuziek Top 200 | Once Upon a Time in the West in de NPO Klassiek Filmmuziek Top 200 | Once Upon a Time in the West in de NPO Klassiek Filmmuziek Top 200 | Once Upon a Time in the West in de NPO Klassiek Filmmuziek Top 200 | Once Upon a Time in the West in de NPO Klassiek Filmmuziek Top 200 | Once Upon a Time in the West in de NPO Klassiek Filmmuziek Top 200 | Once Upon a Time in the West in de NPO Klassiek Filmmuziek Top 200 | Once Upon a Time in the West in de NPO Klassiek Filmmuziek Top 200 | Once Upon a Time in the West in de NPO Klassiek Filmmuziek Top 200 | Once Upon a Time in the West in de NPO Klassiek Filmmuziek Top 200 |
| Jaar                                                               | 2016                                                               | 2017                                                               | 2018                                                               | 2019                                                               | 2020                                                               | 2021                                                               | 2022                                                               | 2023                                                               | 2024                                                               | 2025                                                               |
| ------------------------------------------------------------------ | ------------------------------------------------------------------ | ------------------------------------------------------------------ | ------------------------------------------------------------------ | ------------------------------------------------------------------ | ------------------------------------------------------------------ | ------------------------------------------------------------------ | ------------------------------------------------------------------ | ------------------------------------------------------------------ | ------------------------------------------------------------------ | ------------------------------------------------------------------ |
| Positie                                                            | 2                                                                  | 1                                                                  | 1                                                                  | 1                                                                  | 2                                                                  | 1                                                                  | 1                                                                  | 1                                                                  | 1                                                                  | 2                                                                  |